# Tornaľa
Tornaľa (em húngaro: Tornalja) é uma cidade da Eslováquia, situada no distrito de Revúca, na região de Banská Bystrica. Tem 57,76 km² de área e sua população em 2018 foi estimada em 7.177 habitantes.

## Demografia
| Ano:        | 1994 | 2004   | 2014   | 2024   |
| ----------- | ---- | ------ | ------ | ------ |
| Broj ljudi: | 8457 | 8016   | 7364   | 6702   |
| Razlika:    |      | -5,21% | -8,13% | -8,98% |

| Ano:               | 2023 | 2024   |
| ------------------ | ---- | ------ |
| Número de pessoas: | 6741 | 6702   |
| Diferença:         |      | -0,57% |